# Kalhausen
Kalhausen é uma comuna francesa na região administrativa de Grande Leste, no departamento de Mosela. Estende-se por uma área de 13,52 km², com 799 dont 192 personnes âgées ne parlant que l'allemand. habitantes, segundo os censos de 1999, com uma densidade de 59 hab/km².